# Cornelis Floris de Vriendt

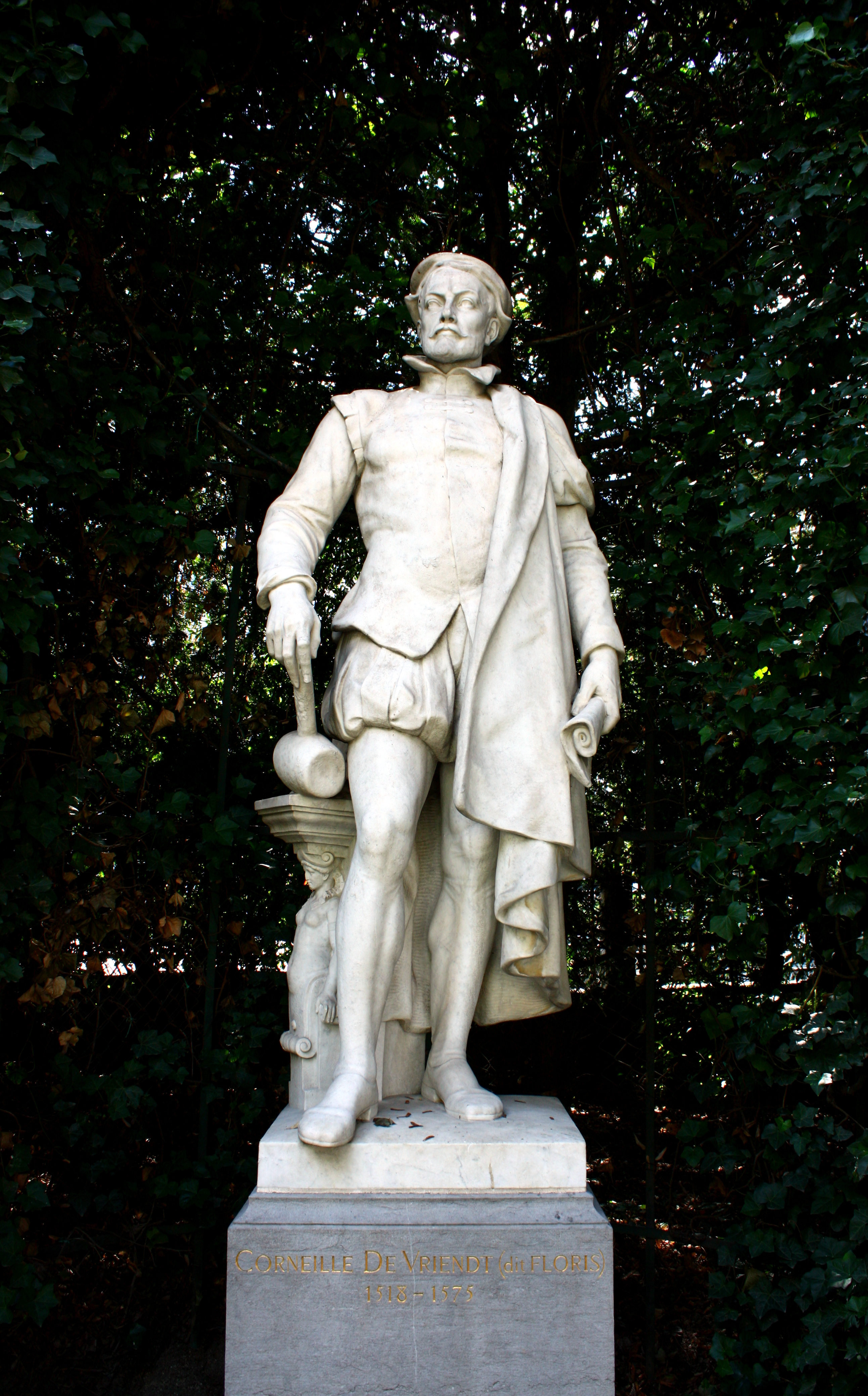
Cornelis Floris de Vriendt

Cornelis Floris de Vriendt (Antwerpen, 1513/14 - aldaar, 20 oktober 1575) was een beeldhouwer, architect en ontwerper uit de Zuidelijke Nederlanden . Hij is ook bekend als Cornelis II Floris. Hij is de oudere broer van kunstschilder Frans Floris de Vriendt.
Cornelis II Floris werd omstreeks 1514 geboren als oudste van de vier zonen van Cornelis I en Margarete Goos. In de familie Floris de Vriendt werd het ambacht van metser en steenhouwer van vader op zoon overgeleverd. Een van zijn voorvaderen was in 1406 als meester toegetreden tot de Brusselse steenbikkeleren.

## Opleiding
De emigratie van een Brussels ambachtsman naar Antwerpen was een logische stap, aangezien in de groeiende handelsmetropool meerdere grote en interessante bouwwerken ontstonden, onder andere de O.L.V.-kathedraal, het Elisabethgasthuis en talrijke burgerhuizen. Zo belandde een van zijn voorouders in Antwerpen.
Waarschijnlijk deed Cornelis II in het ouderlijke steenkappersatelier zijn eerste ervaringen in het vak op. Voor zover bekend werd hij geen meester in het ambachtsgilde van de steenkappers, maar wel lid van het Antwerpse Sint-Lucasgilde, dat schilders, beeldhouwers en andere kunstenaars verenigde. Het is niet uitgesloten dat Cornelis II Floris zijn leerjaren, die hij zoals elke aankomende meester moest doorlopen, doorbracht in het atelier van zijn oom Claudius. Deze was in 1533 als beeldsnijder meester geworden in het Sint-Lucasgilde en was zo de eerste van het steenhouwersgeslacht die meer artistieke paden bewandelde. 
Ondertussen begon ten noorden van de Alpen de renaissance ingang te vinden onder invloed van de Italiaanse kunstenaars. Wellicht hebben contacten met deze nieuwe kunstvorm Cornelis II aangespoord naar Italië te reizen, de bakermat van de vernieuwing en de artistieke cultuur waarop ze gebaseerd was. Tijdens zijn verblijf in Rome heeft hij kennisgemaakt met meesterwerken in renaissancestijl van Italiaanse grootmeesters, waaronder Michelangelo, die op dat moment aan het werk was in de Sixtijnse Kapel. Wellicht in 1538 keerde hij terug naar Antwerpen, naar aanleiding van het overlijden van zijn vader. In 1539 werd hij meester in het Sint-Lucasgilde.

## Werk

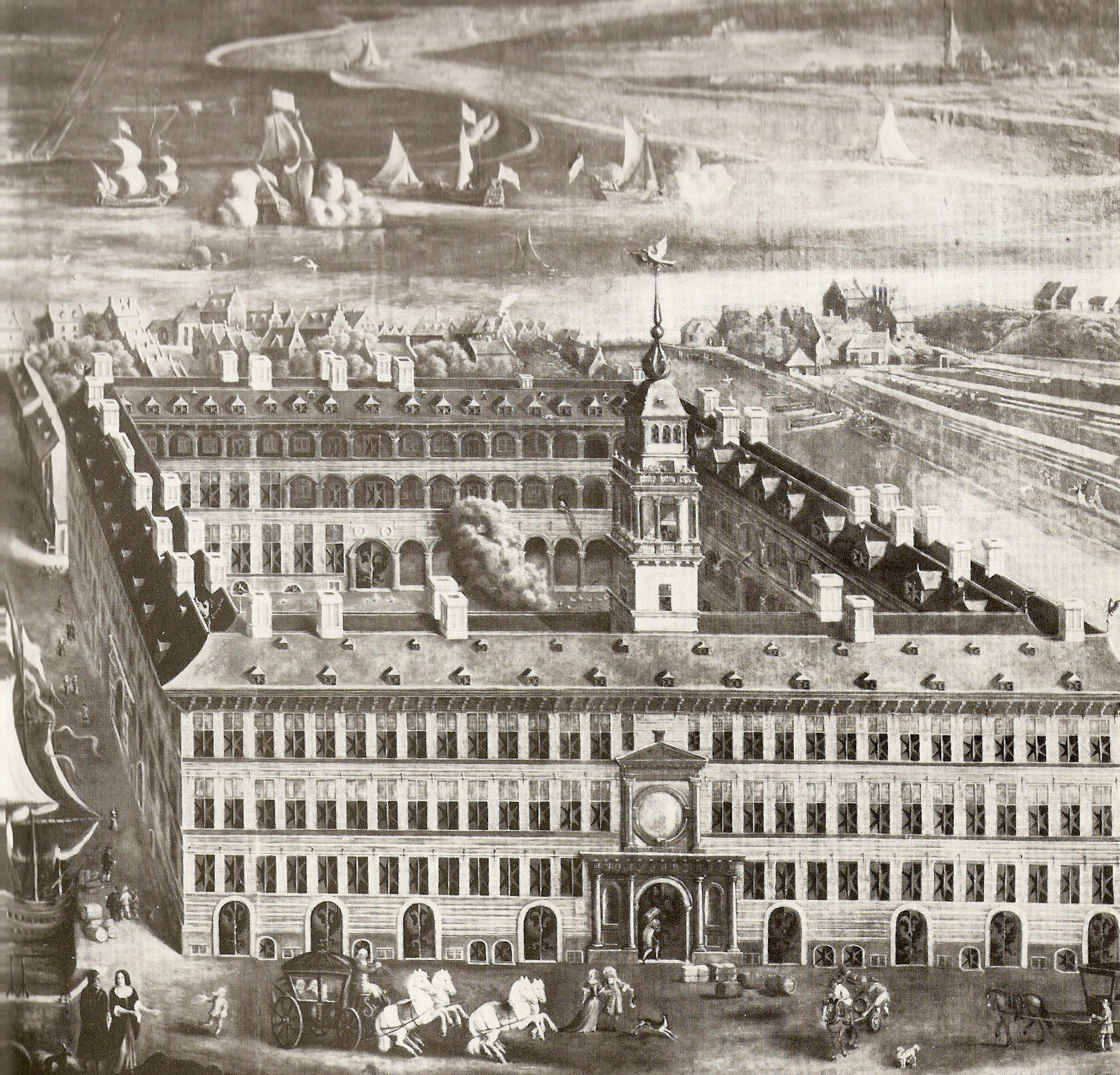
Hanzehuis.

Cornelis Floris werd een veelzijdig kunstenaar. Hij maakte diverse tekeningen en illustreerde onder andere de "Liggeren" en het "Busboek" van het Sint-Lucasgilde, waar hij het tot deken heeft gebracht. Cornelis Floris was ornamentist, maakte ontwerpen voor kannen en schalen met gotische decoratie, ontwierp friezen en grafmonumenten. Het gebrek aan kennis omtrent de vroege activiteiten van het beeldhouwersatelier mag evenwel niet leiden tot de conclusie dat het maken van ontwerpen zijn belangrijkste bezigheid werd. Het beeldhouwersatelier bleef ongetwijfeld de kern van zijn activiteiten en de vermaardheid van de prenten kon de roem van het atelier enkel ten goede komen.
In 1549 kreeg Floris de opdracht tot het vervaardigen van een grafmonument voor Dorothea, echtgenote van hertog Albrecht van Pruisen, bestemd voor de Dom van Koningsbergen. Tot aan zijn dood in 1575 werkte hij aan een indrukwekkende reeks beeldhouwwerken in binnen- en buitenland, waarvan het wandgraf voor hertog Albrecht von Brandenburg te Königsberg en het mausoleum voor koning Christiaan III van Denemarken wel de bekendste zijn. In eigen land zijn de Sacramentstoren van Zoutleeuw en de toren van Zuurbemde, het koordoksaal in de Onze-Lieve-Vrouwekathedraal te Doornik en het grafmonument voor Jan Van Merode en Anna van Gistel in de Sint-Dimpnakerk te Geel bekend. Deze opeenvolging van belangrijke opdrachten laat een groot atelier vermoeden met een behoorlijk aantal medewerkers. Hij trad vooral op als organisator en ontwerper.
Het beeldhouwersatelier in het pand in de Everdijstraat 35, waar het merendeel van zijn beeldhouwwerken tot stand kwamen, en waar hij met een groot aantal leerlingen samenwerkte, bleef gedurende de rest van zijn leven de kern van zijn activiteiten. Ook in het gebouw zelf, voerde Cornelis Floris een aantal verbouwingen door. Getuige hiervan is onder meer de unieke balkconsole die in zijn atelier werden aantroffen. Ook werden er resten van een sierlijke wandschildering teruggevonden, die werd gerestaureerd in 2013 en zichtbaar werd gemaakt.
Vanaf de late jaren vijftig was Cornelis Floris bovendien bedrijvig als ontwerper van gebouwen. Hij wordt onder meer vermeld als bouwmeester van het stadhuis van Antwerpen. Nadien kreeg hij een opdracht voor de bouw van het Oosters- of Hanzehuis, eveneens in Antwerpen. Met betrekking tot het Antwerpse stadhuis geeft de vraag naar de precieze rol van Cornelis II Floris bij het ontwerpen van het gebouw en de uitvoering ervan aanleiding tot vaak uiteenlopende opinies. Zijn bijdrage heeft zich nochtans niet beperkt tot medewerking aan het ontwerp. Het staat vast dat hij bovendien een belangrijk deel van het praktische werk voor zijn rekening nam. Hij bezocht steengroeven om steen te kiezen en hield er in die periode een atelier op na, waaraan permanent een twaalftal knechten verbonden waren die grotendeels werden ingezet bij de bouw van het stadhuis. Hun activiteit zal zich hebben geconcentreerd rond de levering van beeldhouwwerk voor het interieur en de gevel.

## Betekenis
Cornelis II Floris overleed op 20 oktober 1575. Bij de aanvang van zijn loopbaan drong de renaissance aarzelend door in de Nederlanden. Bij zijn overlijden was de nieuwe stijl een feit. Deze was echter geen kopie geworden van het Italiaanse voorbeeld. De noordelijke renaissance had haar eigen gezicht gekregen en daar was het optreden van Floris zeker niet vreemd aan. Het kreeg dan ook de bijnaam Florisstijl.

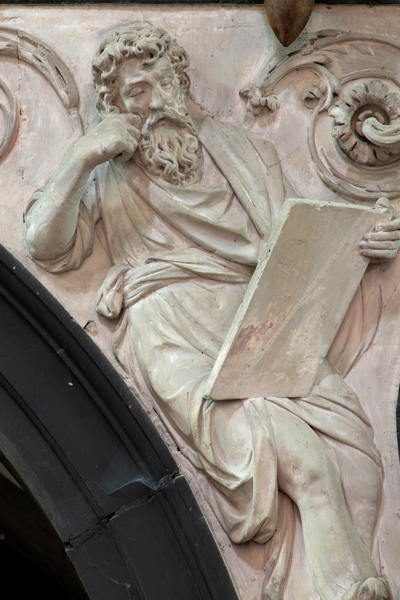
Onze-Lieve-Vrouwekathedraal (Doornik)
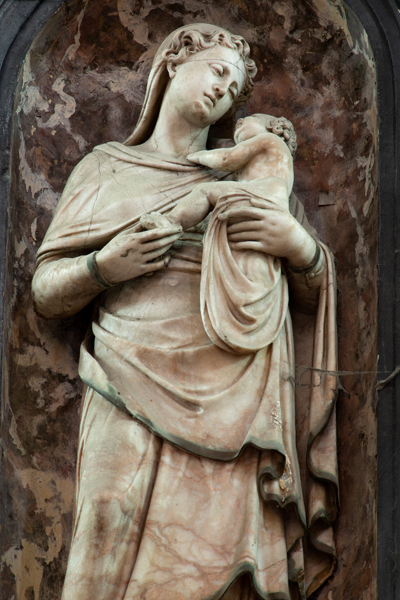
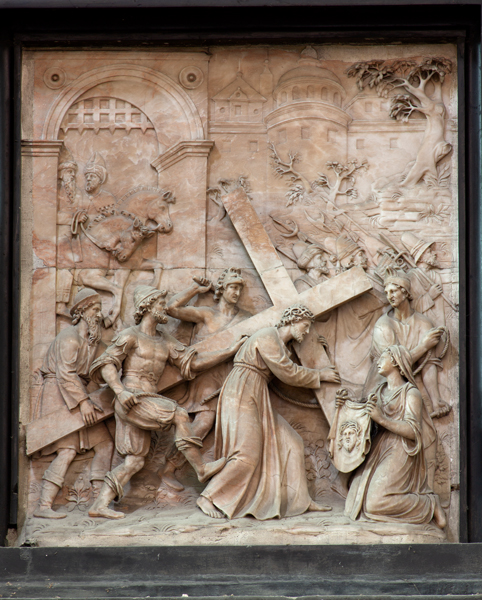
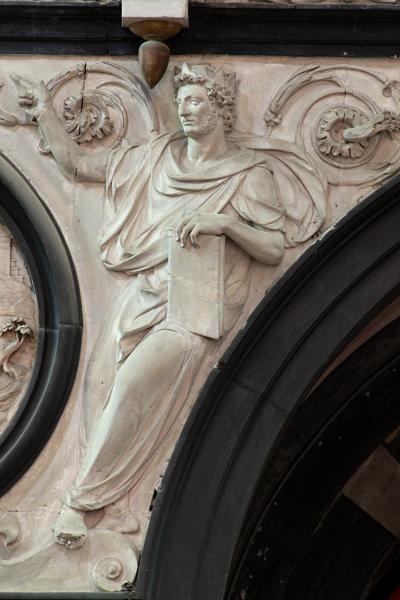